# Logorrhoe
Mit Logorrhoe (die, auch Logorrhö, von altgriechisch λογόρροια logórrhoia – aus λόγος lógos „Wort, Rede“ und ρέειν rhéein „fließen“, fachsprachlich gelegentlich auch Polyphrasie, umgangssprachlich Redesucht, Rededrang) bezeichnet man den zwanghaften Drang eines Patienten beziehungsweise Probanden, sich übermäßig verbal zu vermitteln. Logorrhoe kann bei manchen psychischen Erkrankungen, allerdings auch bei übermäßigem Genuss von Alkohol, Koffein oder anderen Drogen auftreten.
Bei einer Logorrhoe kommt es zu einem nahezu ununterbrochenen und übermäßig schnellen Redefluss. Man unterscheidet inkohärente und kohärente Logorrhoe; bei der inkohärenten Form ist dem Redefluss nicht mehr zu folgen.
Eine Logorrhoe tritt als typischer Zustand bei manischen, paranoiden und schizophrenen Krankheitsbildern sowie bei ängstlich-erregten Psychosen auf. Sie kann auch Symptom einer neurologischen Erkrankung sein. Einer organischen Schädigung des orbitofrontalen Cortex wird beispielsweise ein Zustand der allgemeinen Enthemmung zugeschrieben. Ebenso kann eine Wernicke-Aphasie infolge eines Schlaganfalls zu einem sinnentleerten Aneinanderreihen von Wörtern führen.